# Telepyne
Telepyne (ukrainisch Телепине; russisch Телепино Telepino) ist ein Dorf in der ukrainischen Oblast Tscherkassy mit etwa 1000 Einwohnern (2024).
Das Dorf wurde im 16. Jahrhundert in einer neutralen Zone zwischen Polen und der Türkei gegründet; eine weitere Quelle nennt 1766 als Gründungsjahr. Die Einwohnerzahl im Jahr 1885 betrug 1796 und bis 1897 stieg die Zahl der Einwohner auf 3199 Bewohner, sank jedoch bis 1972 wieder auf 2464 und bis 2001 auf 1652 Einwohner.
Die Ortschaft liegt auf einer Höhe von 126 m an beiden Ufern des Hnylyj Taschlyk (Гнилий Ташлик), einem 67 km langen, linken Nebenfluss des Tjasmyn, 21 km westlich vom ehemaligen Rajonzentrum Kamjanka und 62 km südlich vom Oblastzentrum Tscherkassy.
Am 12. Juni 2020 wurde das Dorf ein Teil der Stadtgemeinde Kamjanka, bis dahin bildete es die gleichnamige Landratsgemeinde Telepyne (Телепинська сільська рада/Telepynska silska rada) im Südwesten des Rajons Kamjanka.
Am 17. Juli 2020 kam es im Zuge einer großen Rajonsreform zum Anschluss des Rajonsgebietes an den Rajon Tscherkassy.

## Söhne und Töchter der Ortschaft
- Mosche Smilansky (1874–1953), hebräischer Schriftsteller und Dichter
- Anna Smeliansky (1879–1961), israelische Psychoanalytikerin